# Elecciones municipales de Rancagua de 2000
Las elecciones municipales en Rancagua de 2000 tuvieron lugar el domingo 29 de octubre de dicho año.

## Sistema electoral
En estos comicios, el sistema electoral correspondía a un sistema proporcional por listas, esto es, cada alianza política podía llevar un máximo de 8 candidatos, la más alta mayoría de todos los candidatos era el alcalde electo. Los 7 concejales eran electos a través de una cifra repartidora de votos. 
De esta forma, todos eran candidatos a alcalde y los que no lograban ganar, optaban, de acuerdo a la cifra repartidora, a ser concejal. Sin embargo, cada pacto tenía contemplado un candidato a alcalde, en quien gastaban mayores recursos que en el resto, para potenciar la posibilidad de concentrar la votación en uno de ellos y poder "arrastrar" a otros como concejal.

## Candidaturas

### Alianza por Chile
La Alianza conformada por los partidos Renovación Nacional y la Unión Demócrata Independiente, determinaron llevar como candidatos solo a tres personas: Pedro Hernández Garrido (RN), Eduardo Soto Romero (UDI) y Pamela Medina Schulz (Ind.), de manera tal de concentrar la votación. El primero de ellos era el candidato a alcalde, quien finalmente fue elegido al tener más votos que cualquier candidato de la lista adversaria compuesta por la Concertación.

### Concertación de Partidos por la Democracia
La Concertación, formada por la Democracia Cristiana, el Partido Socialista, el Partido por la Democracia, el Partido Radical Socialdemócrata y el Partido Liberal, llevaron 8 candidatos, Darío Valenzuela Van Treek (PPD), quien era el potenciado a alcalde, sin embargo el PRSD también redobló esfuerzos para lograr una mayoría interna con su candidato Claudio Sule Fernández. Esta división de los votos en dos candidatos fuertes fue lo que generó la derrota de la coalición que hasta ese momento gobernaba la ciudad de Rancagua, con Darío Valenzuela que era alcalde en ejercicio.
Los otros candidatos fueron: Jacqueline Gárate Guajardo (PPD), Edison Ortíz González (PS), Hernán Castillo Álvarez (PS), Christian Duque Romero (PL), Gloria López López (PDC) y Ricardo Tudela Barraza (PDC).

### HumanistasyEcologistas
Los humanistas y ecologistas generaron un pacto electoral. Sin embargo, en el caso de Rancagua solo fueron considerados candidatos humanistas: Rafael Canto Escobar, potenciado para alcalde y los candidatos a concejal: Ximena Bravo Guzmán, Mauricio Quiroga Hernández, Juana Álamos Silva, Valentina Acosta Galaz y Eduardo Marchant Carvajal.

### La Izquierda
El Partido Comunista estableció su propio pacto electoral denominado "La Izquierda", llevando también candidatos. Para alcalde la propuesta era Carlos Poblete Ávila, mientras que para concejales las opciones fueron: Emperatriz Gómez Orellana, Jorge Faúndez Hernández, Héctor Molinet Hernández y Danilo Jorquera Vidal.

### Centro Centro
Otra colectividad existente hacia el año 2000 era la Unión de Centro Centro, creado por el excandidato presidencial independiente, Francisco Javier Errázuriz Talavera. Ellos también potenciaron a la alcaldía a Rodolfo Sánchez Rubio, mientras que sus candidatos a concejales fueron: Clenda Cid Poblete, Francisco Cuevas Raichevich y Mario Guerrero Miranda.

## Resultados
De acuerdo al orden de la papeleta electoral:
     Concejal electo.
     Alcalde electo.
|  | 0,48 % |

|  | 0,21 % |

|  | 0,33 % |

|  | 0,15 % |

|  | 0,19 % |

|  | 0,24 % |

|  | 1,82 % |

|  | 0,41 % |

|  | 0,82 % |

|  | 0,44 % |

|  | 1,54 % |

|  | 29,81 % |

|  | 1,63 % |

|  | 0,78 % |

|  | 1,15 % |

|  | 0,34 % |

|  | 0,35 % |

|  | 0,18 % |

|  | 29,27 % |

|  | 0,82 % |

|  | 2,60 % |

|  | 2,30 % |

|  | 17,16 % |

|  | 1,02 % |

|  | 1,34 % |

|  | 4,62 % |